# Часовня Святой Параскевы (Рупите)

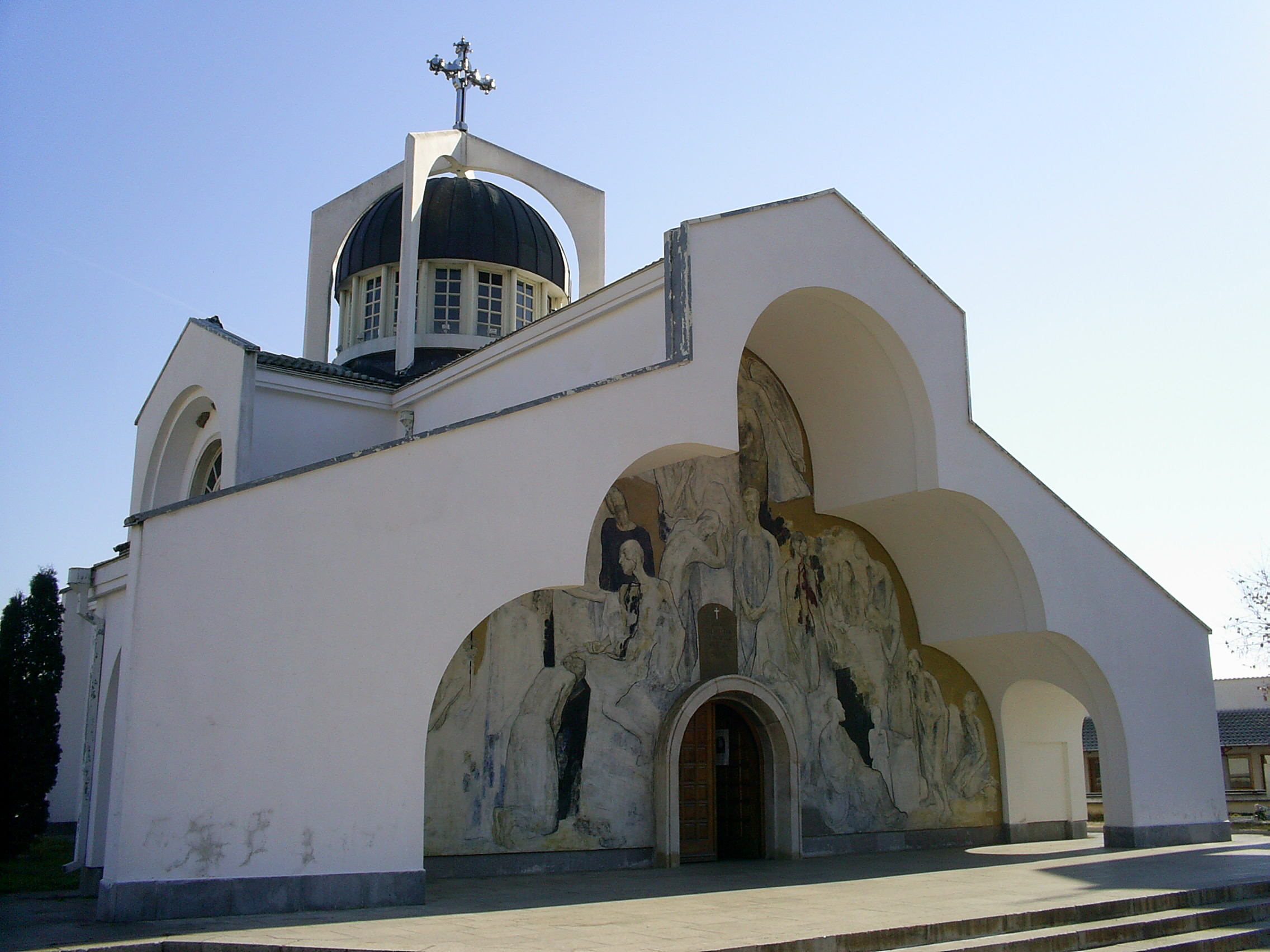
Общий вид часовни

Часовня Святой Параскевы (болг. Света Петка Българска) — находится в болгарском селе Рупите. Построена в 1994 году по проекту архитекторов Богдана Томалевского и Лозана Лозанова; фрески и иконы выполнены художником Светлином Русевым. Ктитором часовни была болгарская ясновидящая Ванга, жившая последние двадцать лет своей жизни в этом селе. Желанием самой Ванги было погребение её останков во дворе дома, в котором она жила, однако фонд «Ванга» решил похоронить ясновидящую в ограде часовни. По словам протоиерея Василия Шагана, настоятеля храма Св. Архангела Михаила в городе Варне: «она действительно построила на свои средства храм, который расписан одним из известных болгарских художников. Но он явно впервые пробовал себя в церковной живописи, от чего получилось нечто ужасное, в прямом смысле этого слова». Ввиду неканоничности как архитектуры здания, так и настенных изображений часовня не была освящена Болгарской Православной Церковью, поэтому про здание просто говорят «храм», не уточняя его принадлежность.
Часовня Святой Параскевы вместе с Самуиловой крепостью с 2003 года составляет один из 100 национальных туристических объектов.
В 2014 году в Болгарии торжественно отметили 20-летний юбилей освящения храма[уточнить].

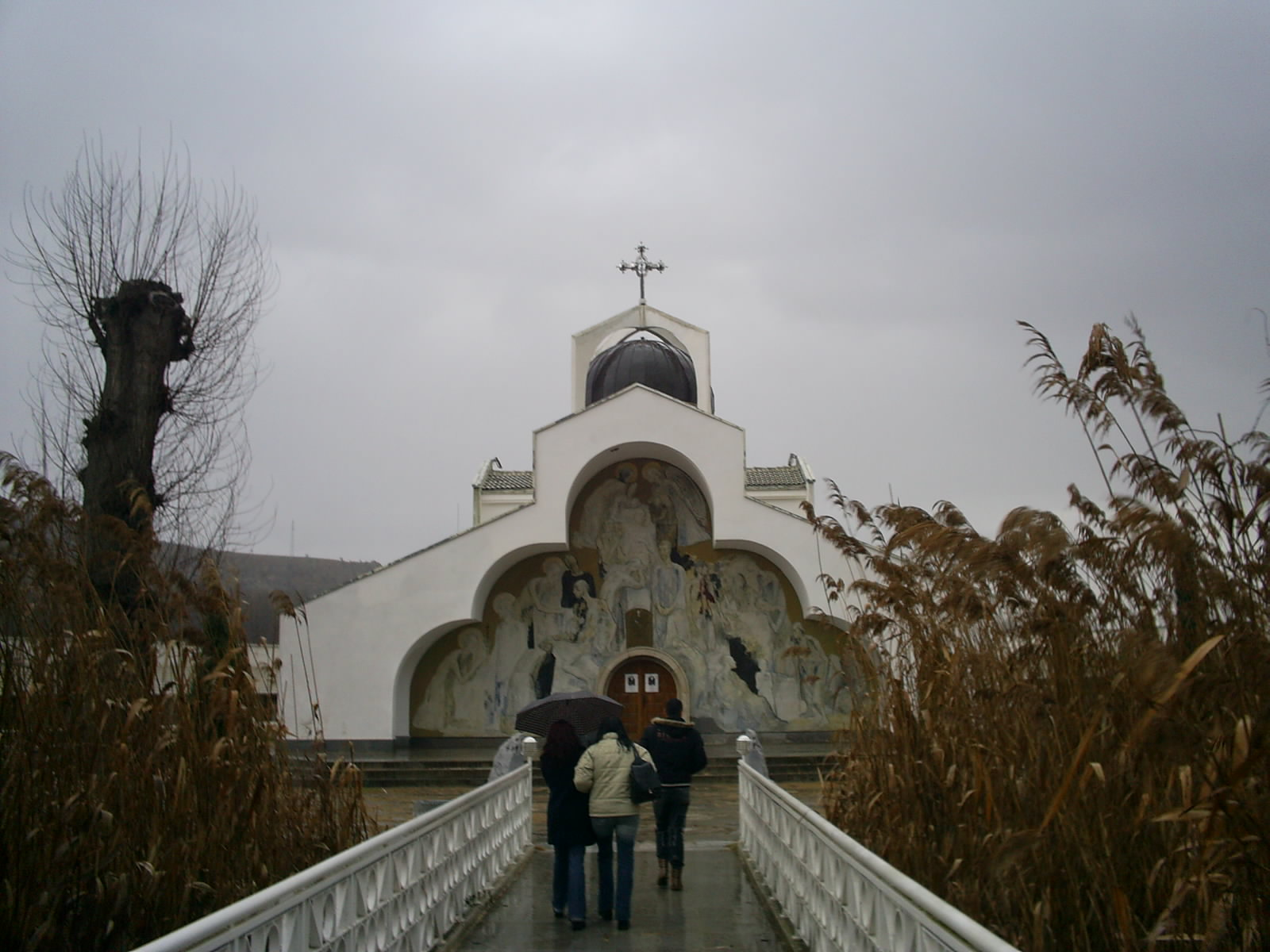
Вход в часовню
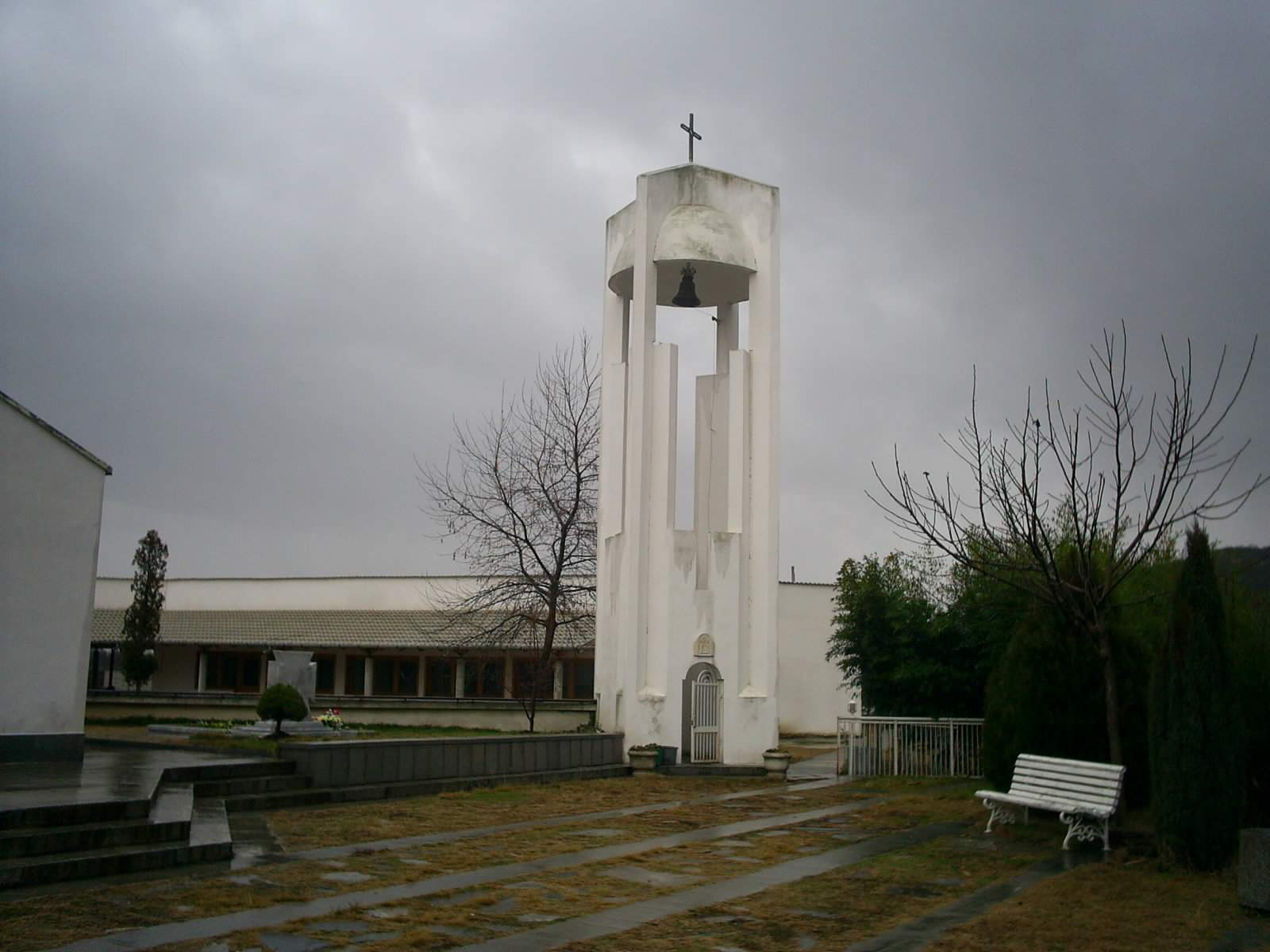
Колокольня и могила Ванги
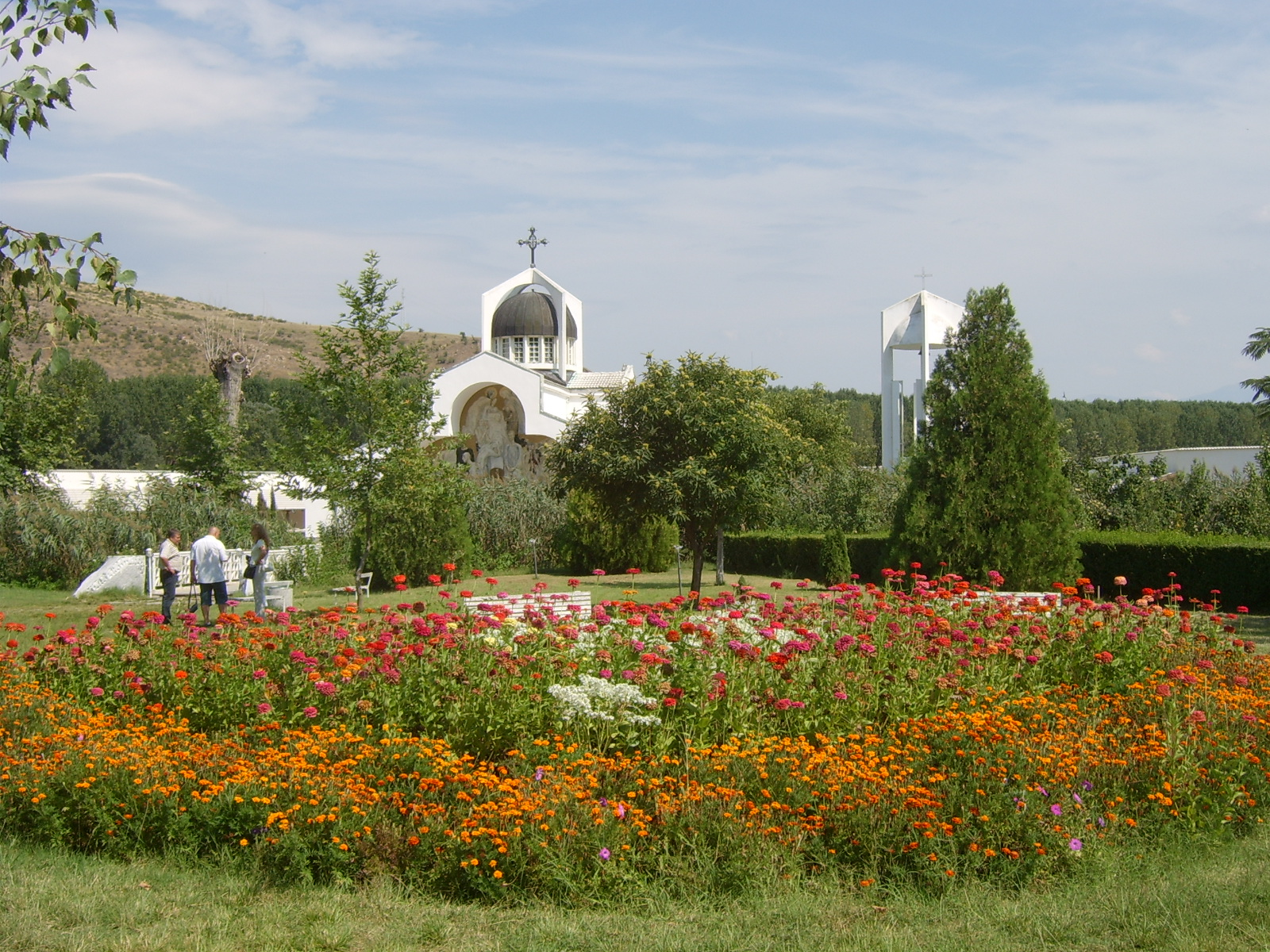
Сад около часовни